# Женщины в Бутане
Хотя официально правительство Бутана способствует расширению участия женщин в политической и государственной жизни страны, традиционно в этих областях доминирующую роль играют мужчины.

## Женщины в обществе
Экономическое развитие дало женщинам более широкие возможности для участия в таких сферах как медицина, образование и государственная служба. К 1989 году почти 10 процентов государственных служащих были женщинами. Им полагалось 3 месяца отпуска в связи с беременностью и родами, с сохранением оклада и отпуск без сохранения дополнительных надбавок. Отражая преобладание мужчин в обществе, девочки превосходили численностью 3:2 в начальной и средней школе.

## Женщины в сельском хозяйстве
В 1980-е годы женщины играли важную роль в сельскохозяйственной работе, где они численно превосходили мужчин, работавших в сфере обслуживания, промышленности и коммерции. В средине 1980-х годов 95 % всех женщин Бутана в возрасте от 15 до 64 лет работали в сельском хозяйстве, по сравнению лишь с 78 % мужчин того же возраста. Иностранные наблюдатели отмечали, что женщины в сельском хозяйстве работали наравне с мужчинами. В целом женщины составляли большую часть рабочей силы во всех секторах экономики. Менее 4 % женщин были безработными, по сравнению с почти 10 % мужчин, не имевших работы.

## Национальная ассоциация женщин Бутана
В 1981 году правительство основало Национальную ассоциацию женщин Бутана, прежде всего для улучшения социально-экономического статуса женщин, особенно в сельских районах. На первой сессии ассоциации было заявлено, что она не будет настаивать на равных правах для женщин и мужчин, потому, что женщины Бутана уже «пользуются равными с мужчинами правами в политической, экономической и социальной сферах». Президентом ассоциации была назначена сестра короля Аши Сонам Чоден Вангчук. С 1985 года ассоциация стала финансироваться из бюджета, в 1992 году ей выделили 2.4 млн. нгултрумов. Ассоциация организовывает ежегодные конкурсы красоты, способствует обучению в области здравоохранения и гигиены, распространяет пряжу и семена сельскохозяйственных культур, строит в деревнях бездымные печи.

## Фотогалерея

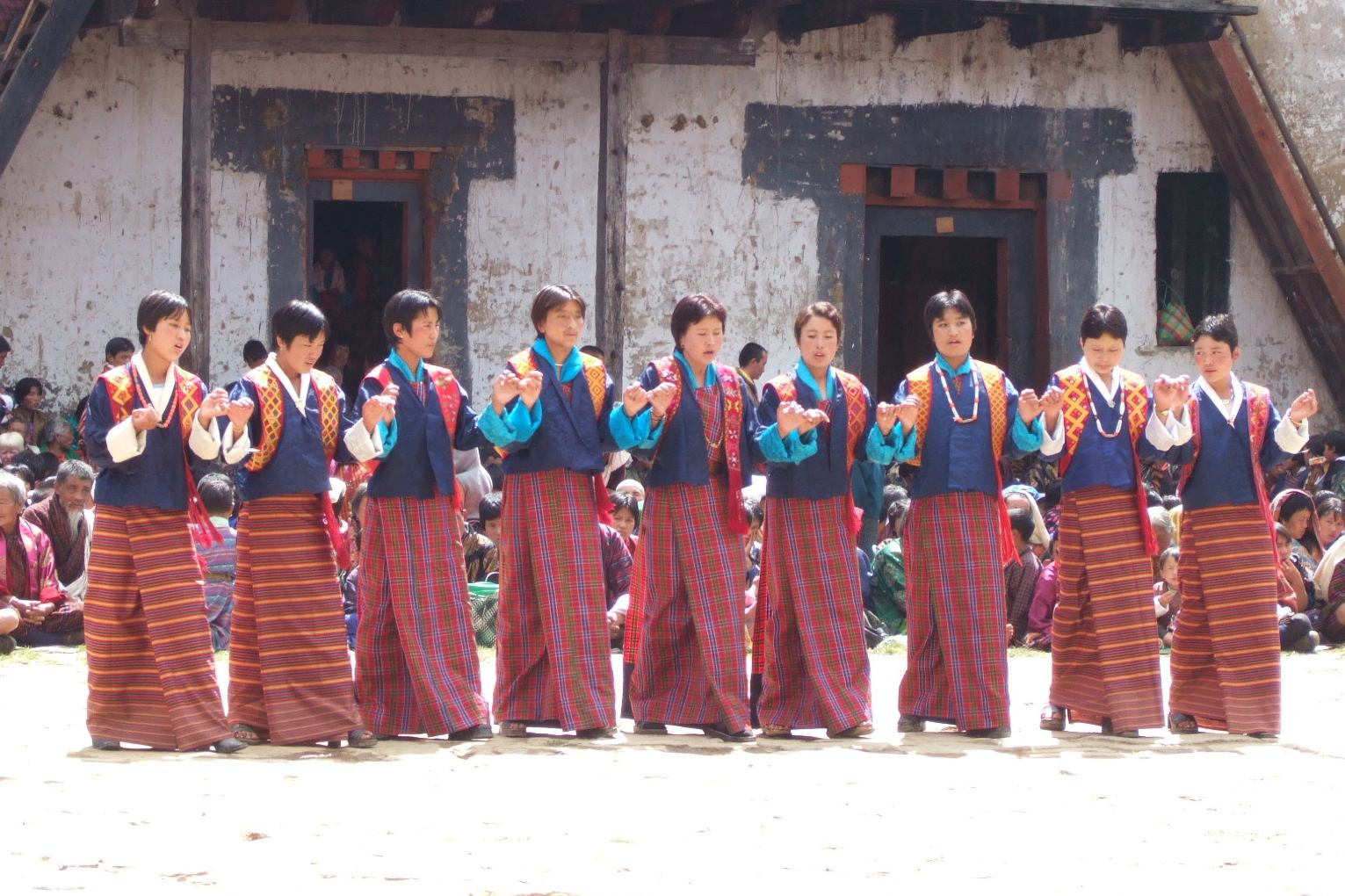
Бутанские девушки в национальной одежде
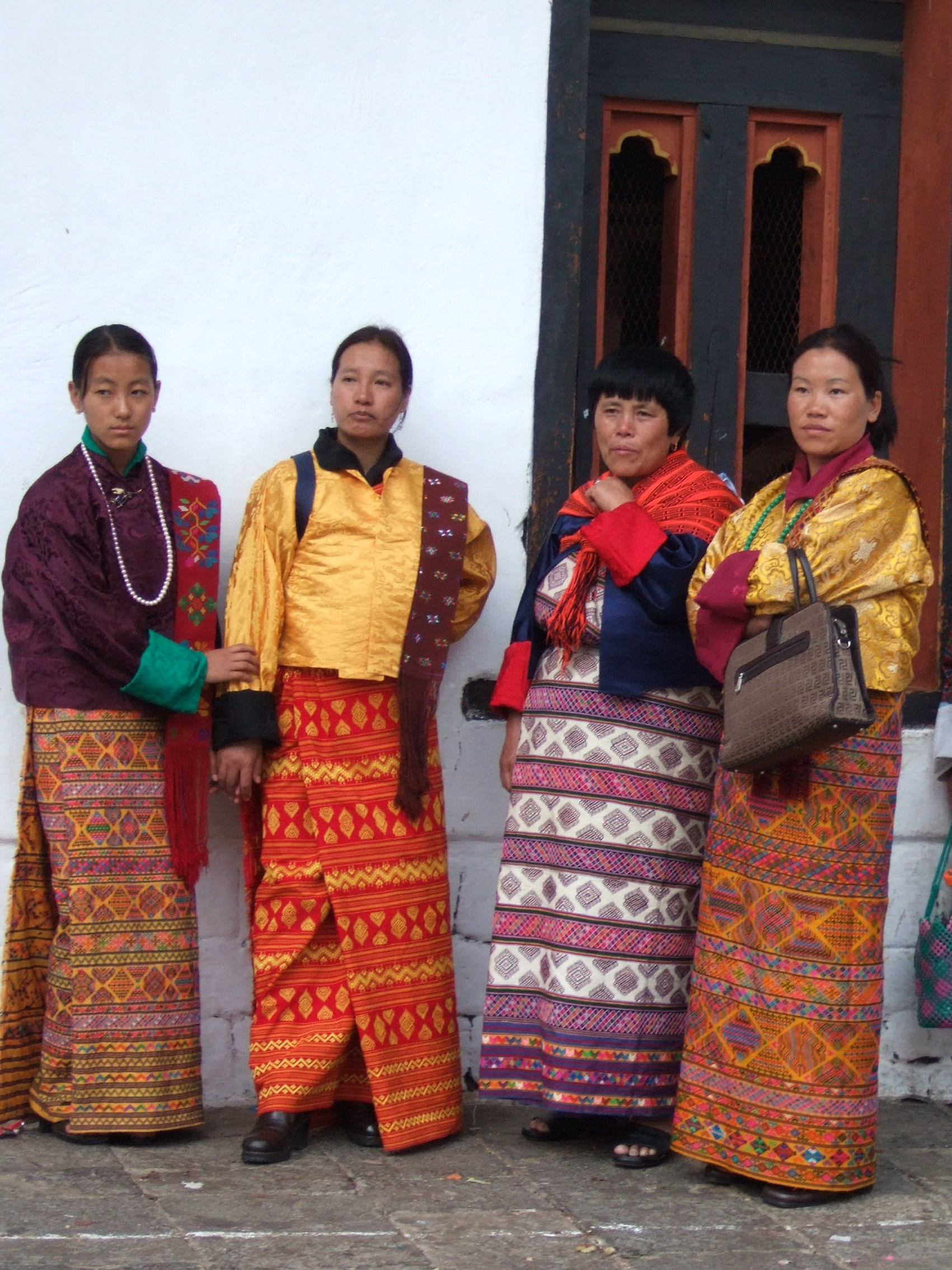
Бутанские женщины на празднике
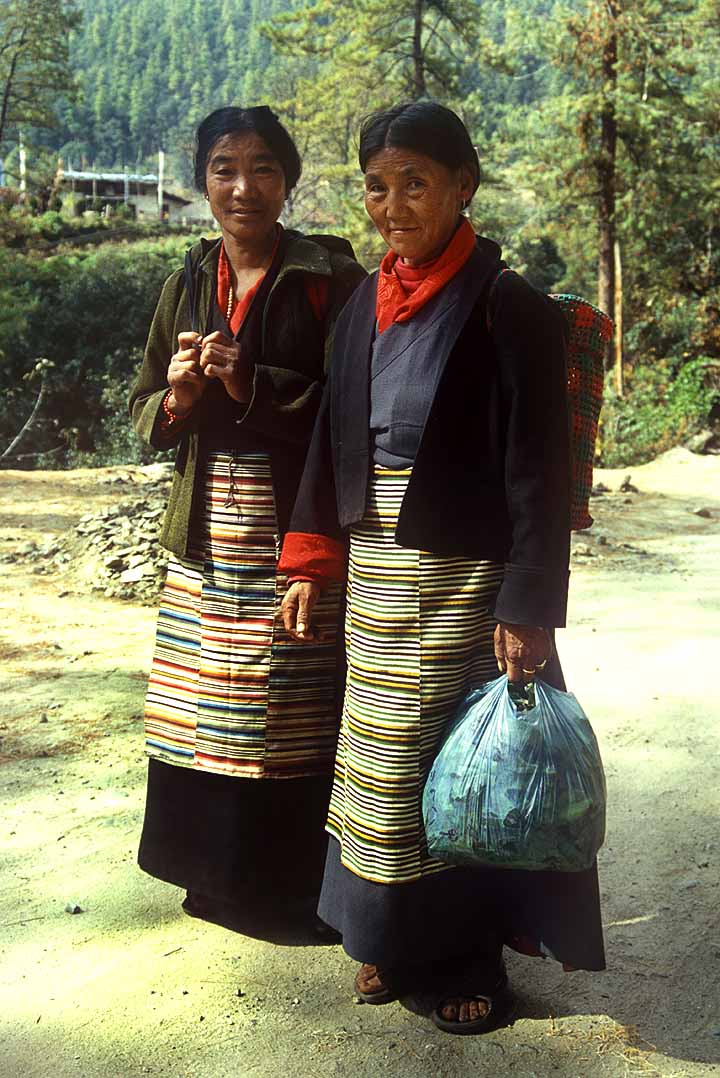
Бутанские женщины в национальной одежде
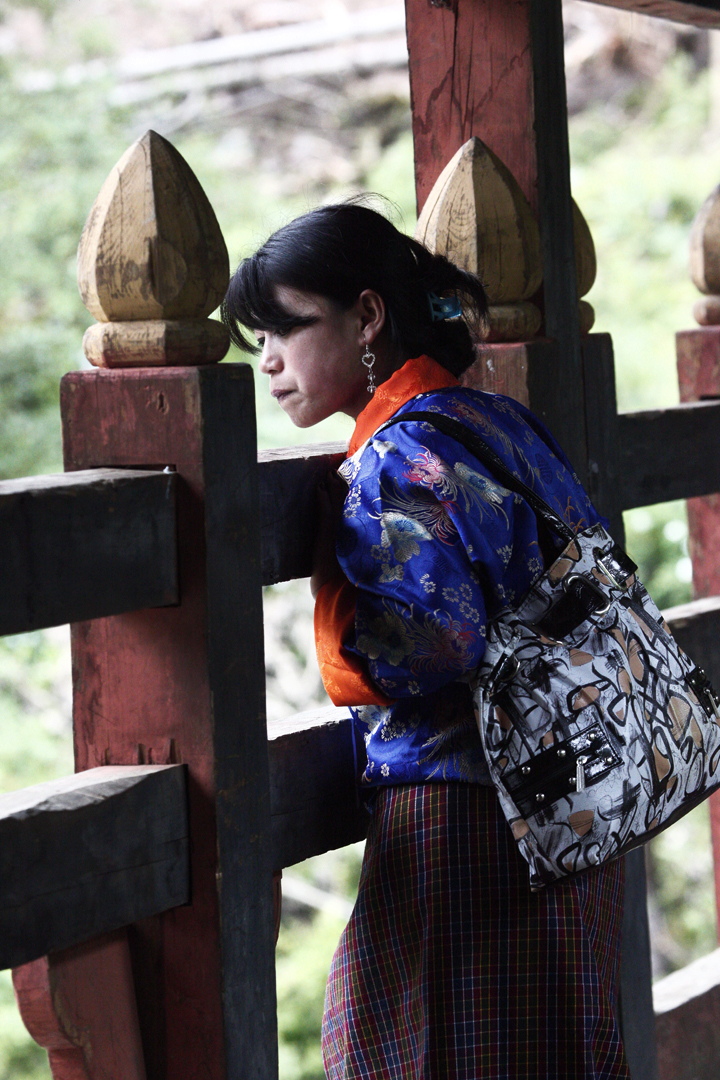
Бутанская женщина, 2011